# Безухий Жако
«Безухий Жако» (фр. Jacquot sans Oreilles) — повесть французского писателя Александра Дюма-отца, впервые опубликованная в 1860 году. Её действие происходит в России, в сюжете много общего с готическим романом «Замок Эпштейнов» (1843).

## Сюжет
Основное действие повести происходит в России в 1807—1828 годах. Дюма рассказывает, что во время путешествия по Волге увидел разрушенный замок князей Грубенских, а позже получил рукопись воспоминаний, написанных слугой последнего князя — егерем Жако, лишившимся ушей из-за схватки с медведем. Рассказ Жако он якобы включил в состав повести, ничего в нём не меняя.
Егерь пишет о деспотизме князя Алексея Грубенского, «последнего из бояр», тиранившего своих подданных и не подчинявшегося властям. Сын князя Борис женился против его воли на красавице Варваре, а в 1806 году ушёл на войну. Грубенский-старший попытался сделать невестку своей любовницей, она его отвергла и заболела из-за нервного потрясения. Тогда князь приказал замуровать её заживо в стену садового павильона. Позже началось расследование, Грубенский сошёл с ума и вскоре умер. Его внук Данила в 1828 году узнал от Жако о страшной семейной тайне и нашёл тело матери. Сам он умер спустя три года бездетным, так что род Грубенских угас. Виной тому стали преступления князя Алексея, из-за которых семья была проклята.
Литературоведы обратили внимание на то, что егерь в романе носит совершенно нехарактерное для России имя. При этом Жако — настоящая фамилия писателя Эжена де Мирекура, заявившего в 1840 году о том, что роман Дюма «Замок Эпштейнов» — результат плагиата. Что именно хотел сказать Дюма в этом случае, остаётся неясным.